# Bittere wilg
Bittere wilg (Salix purpurea) is een plant uit de wilgenfamilie (Salicaceae). De soort komt van nature voor in grote delen van Europa en West-Azië.
Het is een struik of boom die 2–6 m hoog wordt. De bladeren zijn 2–8 × 1–2 cm groot. In tegenstelling tot de meeste andere wilgensoorten zijn de bladen vaak tegenoverstaand in plaats van afwisselend geplaatst. De bladeren zijn vlak onder de top het breedst en aan de onderzijde blauwgroen.

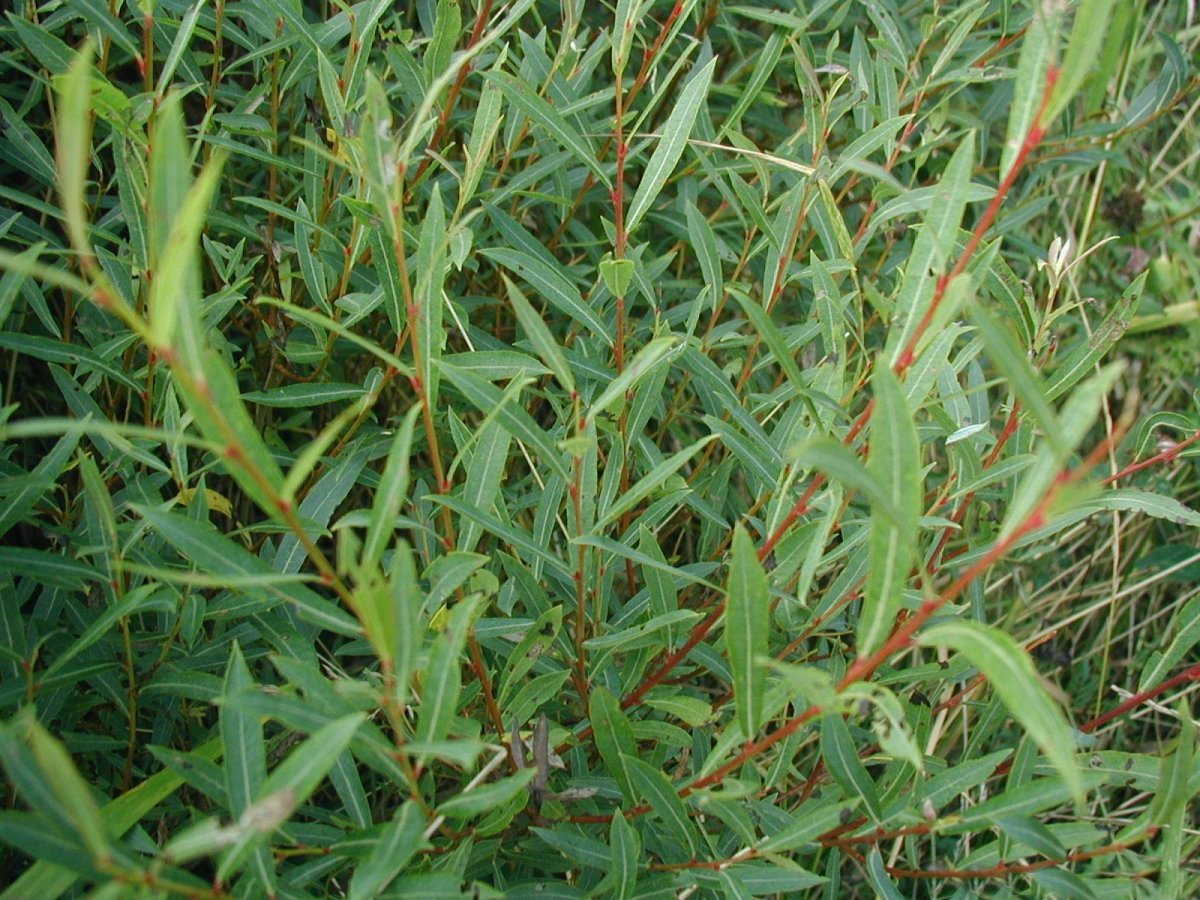
Bladeren

De bloemen zijn kleine katjes, die vroeg in het voorjaar verschijnen. Ze zijn vaak paarsachtig van kleur, waar de soort haar naam aan te danken heeft. De katjes van de meeste andere soorten zijn wit, geel of groen.

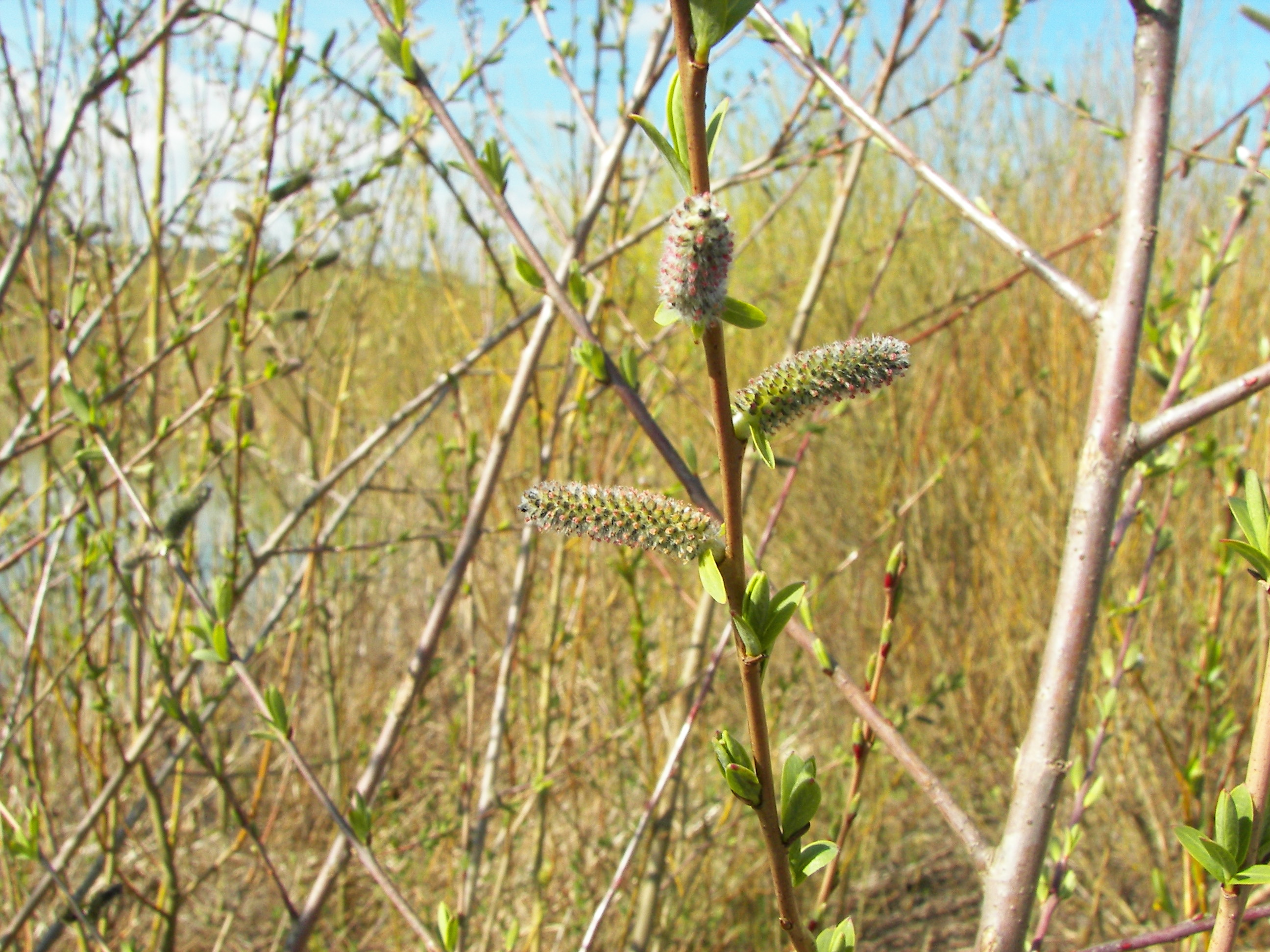
Vrouwelijke katjes

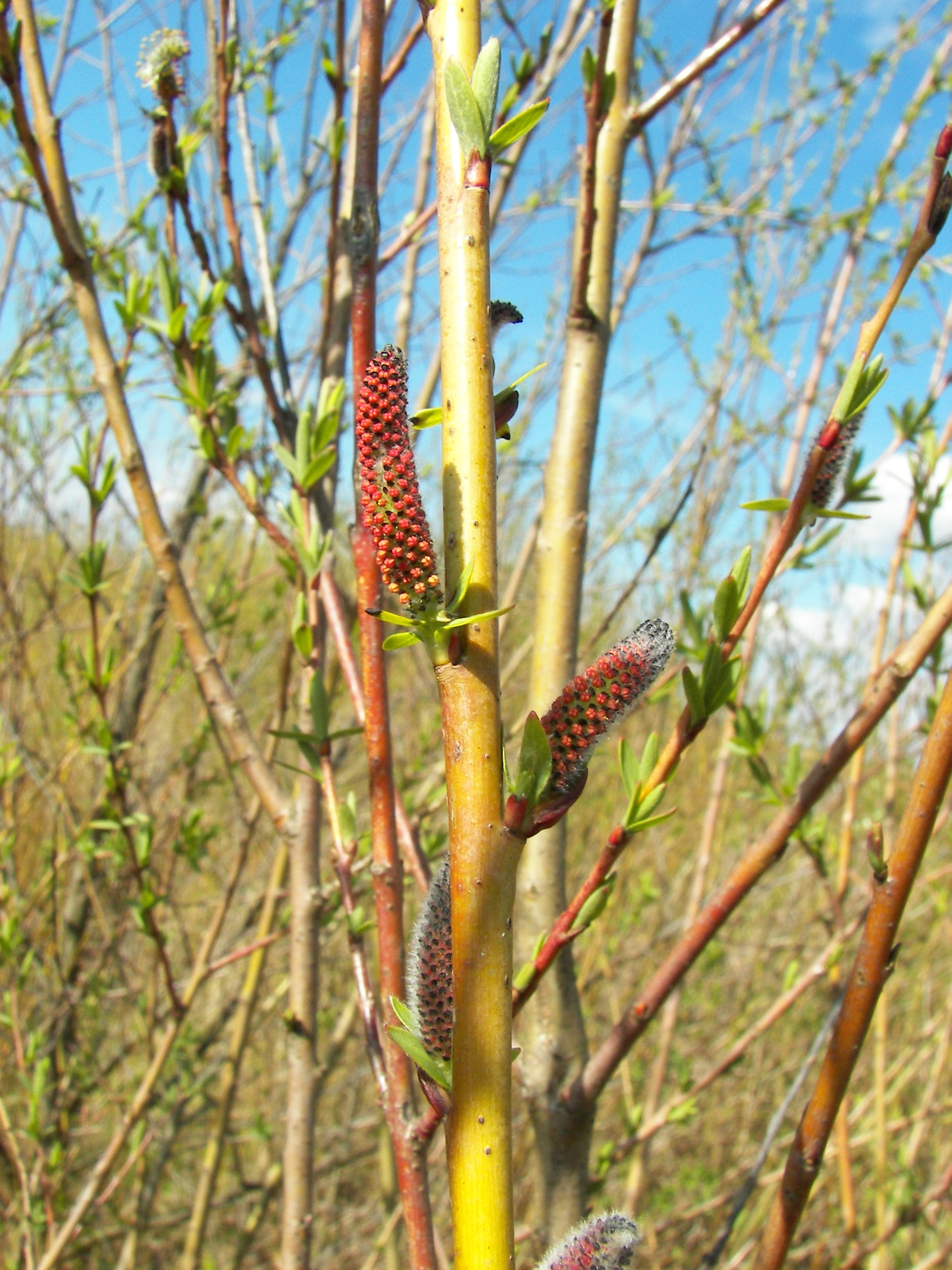
Mannelijke katjes

## Syntaxonomie
In de syntaxonomie staat bittere wilg te boek als kensoort voor de klasse van wilgenvloedbossen en -struwelen (Salicetea purpureae).